# 算命

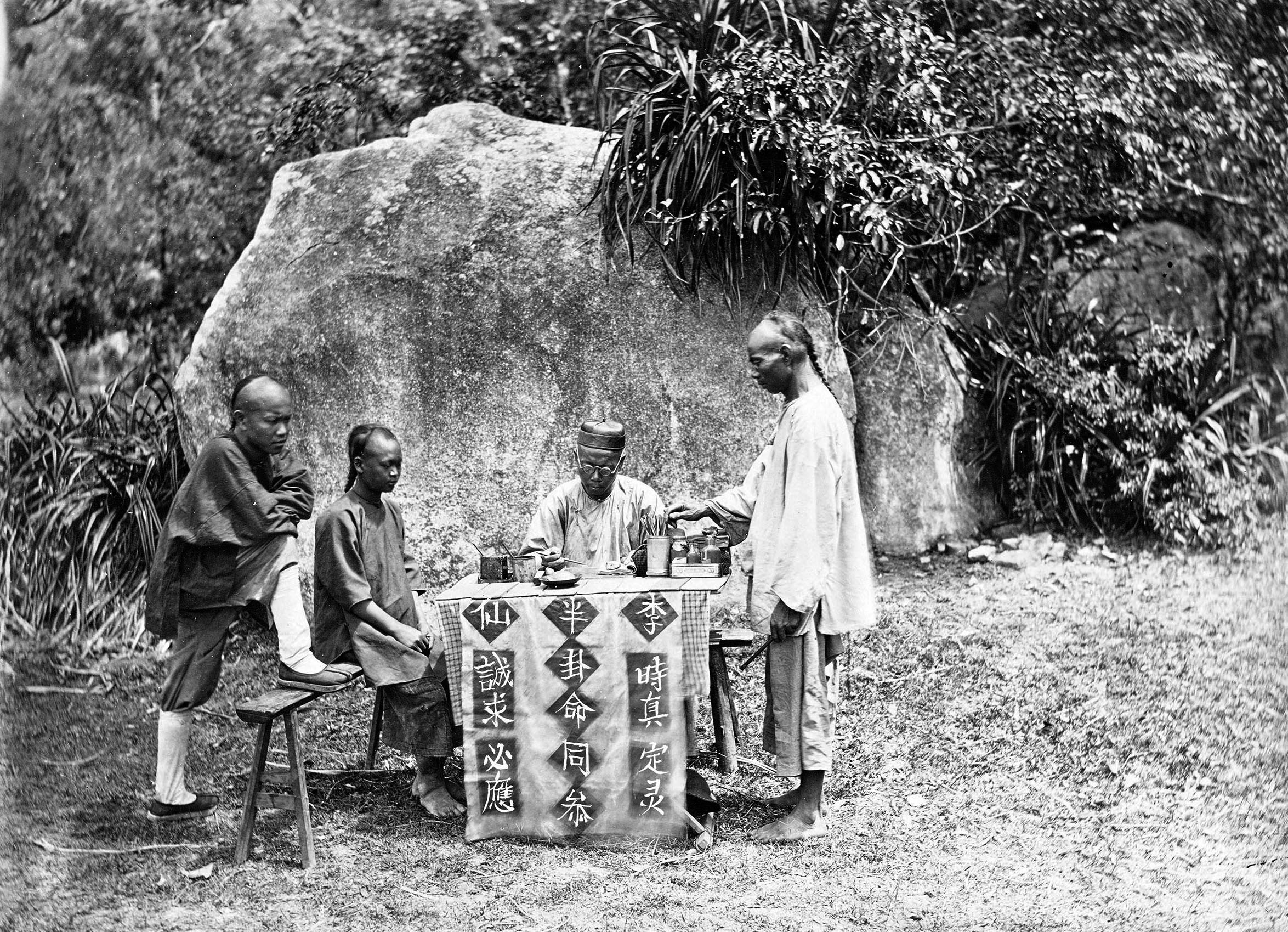
“李半仙”在給人算命看卦，19世纪晚期。

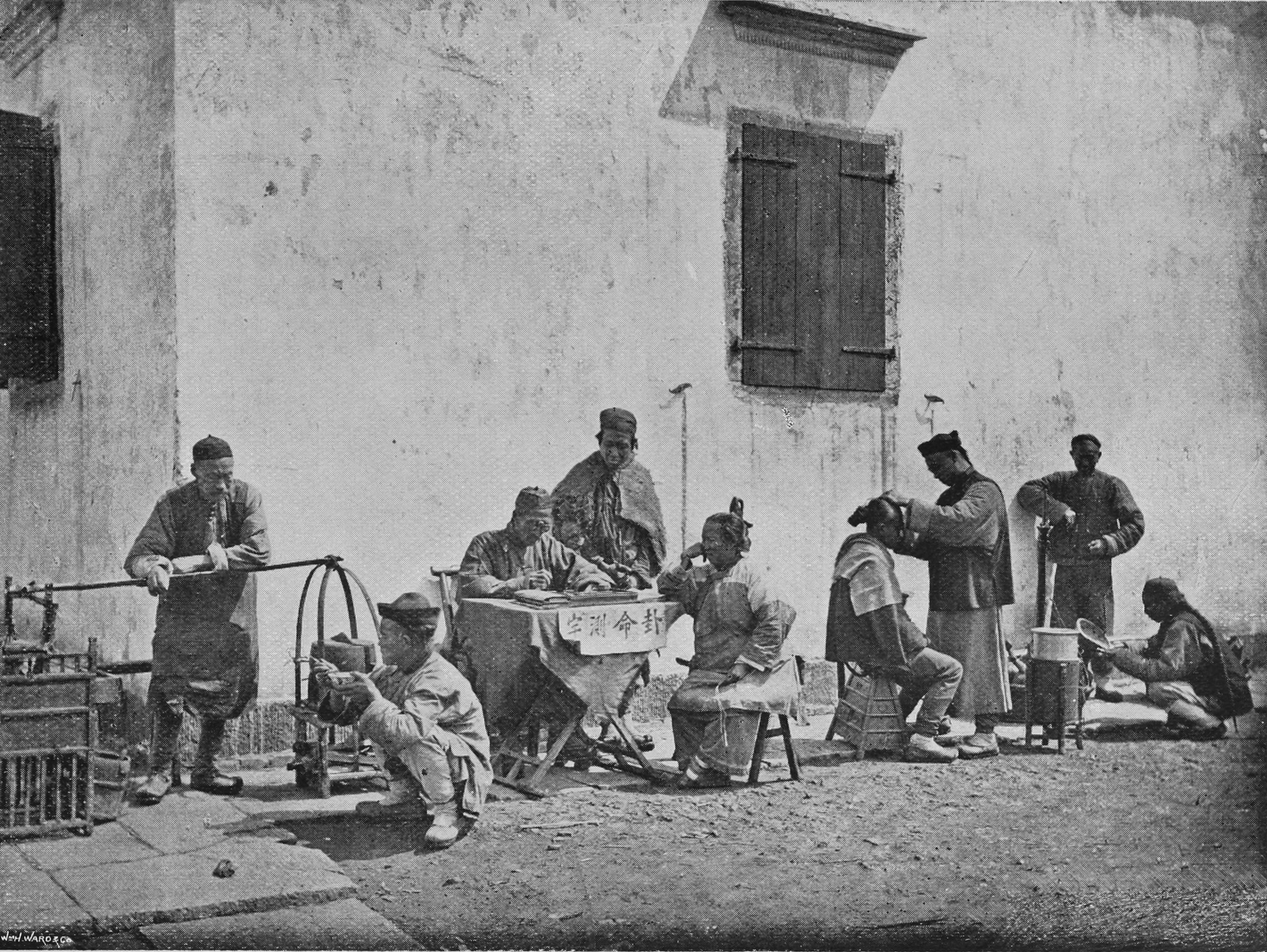
算命先生在给一名妇女算命看卦，19世纪末期。

算命是迷信的一种，出现于世界各地且方法不一，其“学问”称命理学。算命常聲稱能利用某些個人資訊，例如臉部特徵與手的紋路，生辰八字，姓名筆畫，出生時的星曜位置等，依其術數或神秘學理論來預測一個人的性格、能力、未來發展或判斷其命運吉凶禍福的理論體系和技藝。以替人算命為業者稱為命理师、算命師。
華夏命理學很早就傳播至東亞其他地區，成為華夏傳統文化的一部份。在明朝神魔小說《封神演義》中，其主人公姜子牙不但能收妖，還稱自己善能風水，又最精命理，開了一間命館，能替人算命（八字）、看課（易卦）和看相（手、面）。按照五術中命、卜、相的分法，命指的是預測一個人整體命運的好壞，用的是四柱八字、五星推命（琴堂五星、果老星宗、天官五星）、太乙命法、紫微斗數（羅洪先、續道藏）、遊年八卦、九宮（三元九宮行年、九星算命）、演禽術、一掌金、前定數、大定數、範圍數、河洛理數、鐵板神數之類，卜則偏重於預測事情的成敗吉凶，從先秦的龜卜、蓍筮、災異/災祥/占候（星象、雲氣、物候）、解夢、擇日，漢代的京房易、太玄數、式占（太乙、六壬、遁甲）、讖緯，隋唐的五兆卜法、雷公式，宋代的皇極數、火珠林/文王課，明清的梅花易數、小六壬，其他還有風角、鳥情占、棋占、逆刺占、射覆、軌革/卦影、測字、求籤、牙牌數、擲筊、降乩等等，相包含相墓相宅的風水，看手相面相摸骨聽聲的相術，以及近代的姓名學等。除此之外，今日亦流行西洋命理學和神秘學，包含西洋星座、西洋手相、數秘術（畢達哥拉斯系統、迦勒底系統、卡巴拉系統）預測命運、運勢，以及占卜用的水晶球、塔羅牌、茶葉、靈擺、符文等等。另外還有晚近新紀元運動發展出來的13月亮曆、人類圖等。
算命被認為是一種迷信，並無科學依據，一項始於1958年、針對2000多名在英國倫敦一帶出生且出生時間彼此只差幾分鐘的人做的長期追蹤研究顯示，這些人彼此間在性格、職業、智能、焦慮等級、各項技能能力各方面的表現，皆不相似，而根據占星術理論，這些人在這些方面應該彼此會非常相似；另外對於700多名占卜師的研究顯示，儘管這些占卜師對自己的預測相當有自信，但他們的預測結果並不優於亂猜所得到的結果。

## 歷史

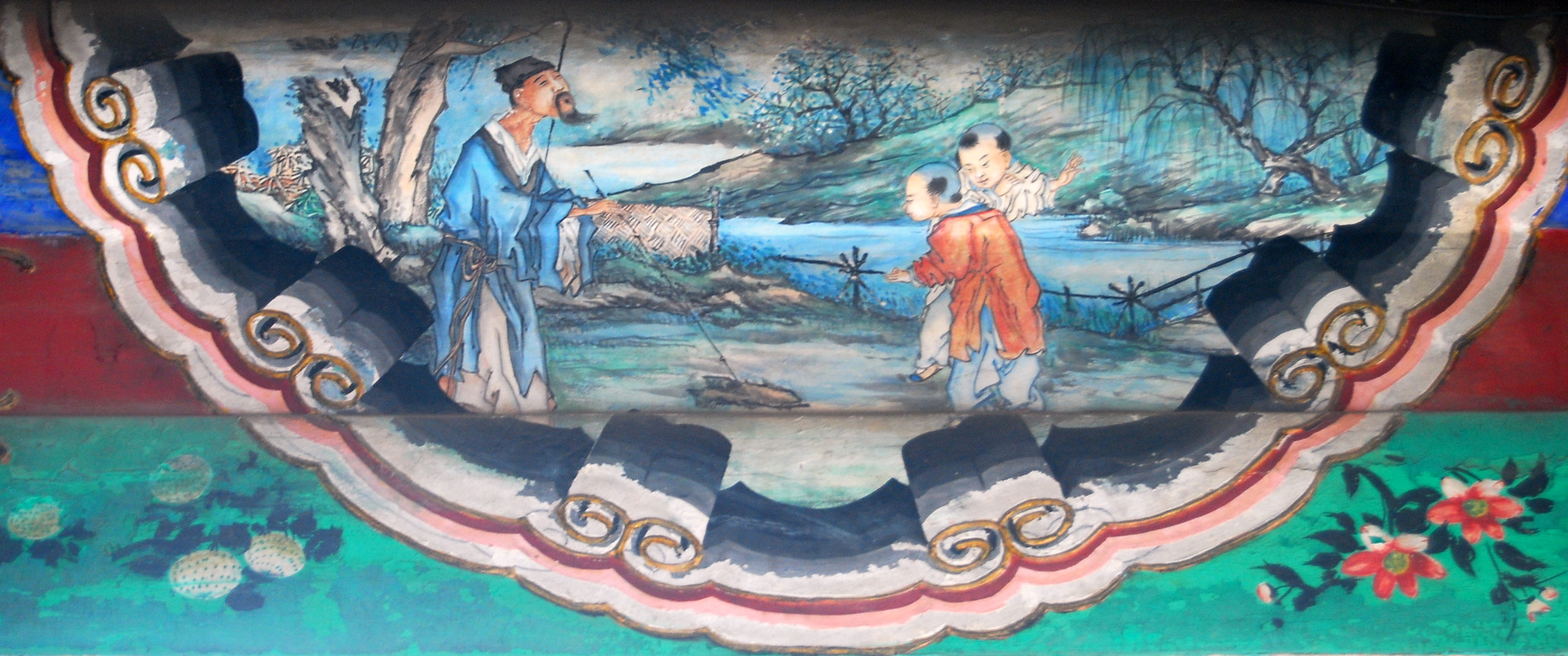
颐和园长廊彩绘中的算命先生。

中国预测的历史源远流长，其起源有据可考可追溯到最早的伏羲氏，之后周文王演八卦，则算命开始逐步得以发展。但具体的发展过程比较漫长。每一代都有或多或少的贡献。实际上，《周易》本身也被认为是一本最早的卜筮之书（明 许仲林《封神演义》第十一回 羑里城囚西伯侯：詩曰： 君虐臣奸國事非，如何信口泄天機。若非丹陛忠心諫，已見藁街血肉飛。 羑里七年沾化雨，伏羲八卦闡精微。從來世運歸明主，漫道岐山日正輝。……且言姬昌一至羑里。教化大行，軍民樂業，閒居無事，把伏羲八卦，反復推明，變成六十四卦，中分三百八十爻象，守分安居，全無怨主之心。後人有詩贊曰：七載艱難羑里城，卦爻一一變分明。）
算命的历史相傳始於戰國時代的鬼谷子；另一相傳源自唐代的李虛中，但化名為鬼谷子。想要算命的人，多會求助於某些對命理有鑽研或是受人推崇者，中國古代稱這類人物叫作「算命先生」。在西洋社會中的塔羅牌和星座占星也是一種算命方式。隨著網路的發達，在網路上也可以經由輸入自己的資料來得到算命的結果。

## 科學觀點
算命現今是人们嘗試趋吉避凶的一种形式，如算算今年流年是否顺利等，算命為經過幾千年統計的數據資料，才能存續，研究顯示人們在面對壓力時會變得較無自信，而傾向找人算命。。科學界一般認為算命是偽科學，主要基於心理學上的認知偏誤及巴纳姆效应。
截至目前為止，正規的研究不支持算命、占卜的真實性，研究也發現算命並無法真的預測一個人的人格特質或命運。如上所提及，一項始於1958年、針對2000多名在英國倫敦一帶出生且出生時間彼此只差幾分鐘的人做的長期追蹤研究顯示，這些人彼此間在性格、職業、智能、焦慮等級、各項技能能力各方面的表現，皆不相似，而根據占星術理論，這些人在這些方面應該彼此會非常相似；另外對於700多名占卜師的研究顯示，儘管這些占卜師對自己的預測相當有自信，但他們的預測結果並不優於亂猜所得到的結果。

## 詐騙
事实上，社会中假借民間信仰進行詐騙活动屡见不鲜。中華民國初年，更加發展出江相派的詐騙集團，借人們的迷信命相和風水而藉此棍騙，诈骗者们往往假稱自己洩漏天機，故無法或算不準自身，算不準他人時則往往質問他人，一旦找到縫隙，便藉此開脫。
现行中华人民共和国刑法中算命收费行为并未归为明定违法，但实务上有相当风险被定为诈骗罪，其界定標準線在於創造的利潤金額是否較高以及是否有人報警，偵查階段後如果無法舉證本身有命理學相關研究知識一切算命內容有學理依據，同時有所謂交更多錢能改運的服務，例如買開運小物或開運儀式，符合兩狀況時有很高機率被以使用封建迷信虛構事實詐騙而定罪。

## 批判性分析
占卜被怀疑论者驳斥为基于神奇思维和迷信的产物。而截至目前為止研究也傾向否定任何形式算命的有效性。
怀疑论者Bergen Evans认为，占卜是一种“从大量未发生的事物中天真地选择出已经发生的事物，巧妙地解释模棱两可的事物，或者是对不可避免的事物的大胆宣布”的结果。 其他怀疑论者声称，占卜不过是冷读的另一种形式。
占卜以及其工作原理引发了许多关键性问题。例如，占卜可以通过多种方法进行，如通灵阅读和塔罗牌。同样，这些方法在很大程度上基于随机现象。例如，占星术师认为天空中星体的运动可能会影响一个人的生活。 在塔罗牌的情况下，人们认为卡片上显示的图像在他们的生活中有重要意义。然而，缺乏支持为什么这些事物，如星体，会对我们的生活产生任何影响的证据。
此外，占卜阅读和占星预测，例如，通常过于笼统，适用于任何人。例如，在冷读中，读者通常会开始陈述一般性的描述，然后根据被预测者的反应继续提供具体信息。 人们倾向于认为一般性描述代表了自己，这被称为巴纳姆效应，心理学家多年来一直研究这一现象。
更嚴重的問題是，在占卜实践中，曾发生过大量的欺诈行为。
尽管缺乏支持占卜的各种方法以及许多通灵阅读等领域发生的欺诈行为的证据，但占卜在全球范围内仍然变得流行。占卜具有吸引人的性质有许多原因，例如，人们在面临不确定性时常常会感到压力，因此寻求对他们的生活获得更深入的洞察。

## 占卜、算命的方法

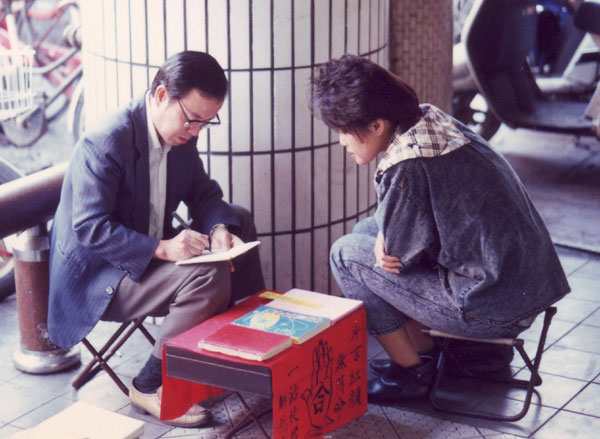
一街边算命师正在为人算命，摄于1989年台中市。

理论核心是阴阳五行天干地支及八卦易经，理论系统较为复杂深奥。狭义的算命即是对人生辰八字的预测。算命的方法有很多，這些方法又被称作為一門學科；喚作命理學，亦入相術類。有學識的算命先生將算命与《五经》之一的《易经》联上關係。算命師通常也通曉一、兩門卜術，有些也懂風水。
常用來占卜、算命的方法包括：

### 相術
- 面相
- 手相
- 骨相
- 風水
- 葬經
- 虹膜診斷學

### 星相
- 紫微斗數
- 占星
- 七政四餘
- 子平八字
- 六壬
- 鐵板神數

### 占卜
- 求籤、籤詩
- 問杯
- 塔羅牌
- 六爻
- 周易
- 梅花易數
- 開元占經
- 文王課
- 靈棋經
- 鳥占/動物占卜
- 夢占
- 牙牌靈數
- 象棋占卜

### 術數
漢代人流行觀察天象，用來推測國運和個人吉凶，並且出現了很多相關著作。這類著作叫做術數或數術。著名的有《漢書‧藝文志》內《數術略》，為七略之一，包括了110種著作，2558卷。
《數術略》又分為天文、歷譜、五行、蓍龜、雜占、形法六類。
- 奇門遁甲
- 皇極經世
- 焦氏易林
- 元包經
- 太玄經
- 亡人落道
- 擇日學

### 測字
- 姓名學：利用姓名的筆畫配合易經和陰陽五行等資訊來辨別命运层次及運勢的方法。
- 生肖姓名學